# Метью Бреді
Метью Б. Брейді (англ. Mathew Brady, 18 травня 1822, Воррен, Нью-Йорк — 15 січня 1896, Нью-Йорк, США) — один із найвідоміших американських фотографів XIX-го століття, відомий своїми портретами знаменитостей і світлинами з американської громадянської війни. Інколи його називають «батьком фотожурналістики».

## Ранні роки
Брейді народився в окрузі Воррен, в штаті Нью-Йорк, у сім'ї ірландських іммігрантів, Андрія та Юлії Брейді. У віці 16 років він переїхав до міста Нью-Йорк. Починаючи з 1841 року, художні здібності Бреді дозволили йому вчитися у кваліфікованого фахівця Сем'юеля Морзе.
У 1844—1845 роках він уже мав свою студію фотографії в Нью-Йорку. Брейді почав виставляти свої портрети знаменитих американців. Він відкрив студію у Вашингтоні, округ Колумбія, в 1849 році, де зустрів Джульєтту Ганді, з якою одружився в 1851 році.
Ранніми зображеннями Брейді були дагеротипи, за які він отримав безліч нагород. У 1850-их роках стали популярними амбротипи, фотографування відбувалося на великих скляних негативах. Найчастіше їх використовували під час громадянської війни. У 1850 році Бреді створив галерею видатних американців — колекція портретів видатних тогочасних діячів.
У 1856 році Бреді створив першу рекламу, помістивши оголошення в газеті «Нью-Йорк геральд», у якому пропонували папір для виготовлення «фотографій, амбротипів і дагеротипів». У його оголошеннях вперше шрифти реклами відрізнялися від текстів публікацій і від інших рекламних оголошень. У 1859 році паризький фотограф Андре-Адольф-Ежен Дісдері почав створювати маленькі фотопортрети — фотографії-візитівки, які швидко стали дуже популярними. Тисячі таких зображень були продані в Сполучених Штатах і Європі. Він був першим фотографом, який створив автопортрет.

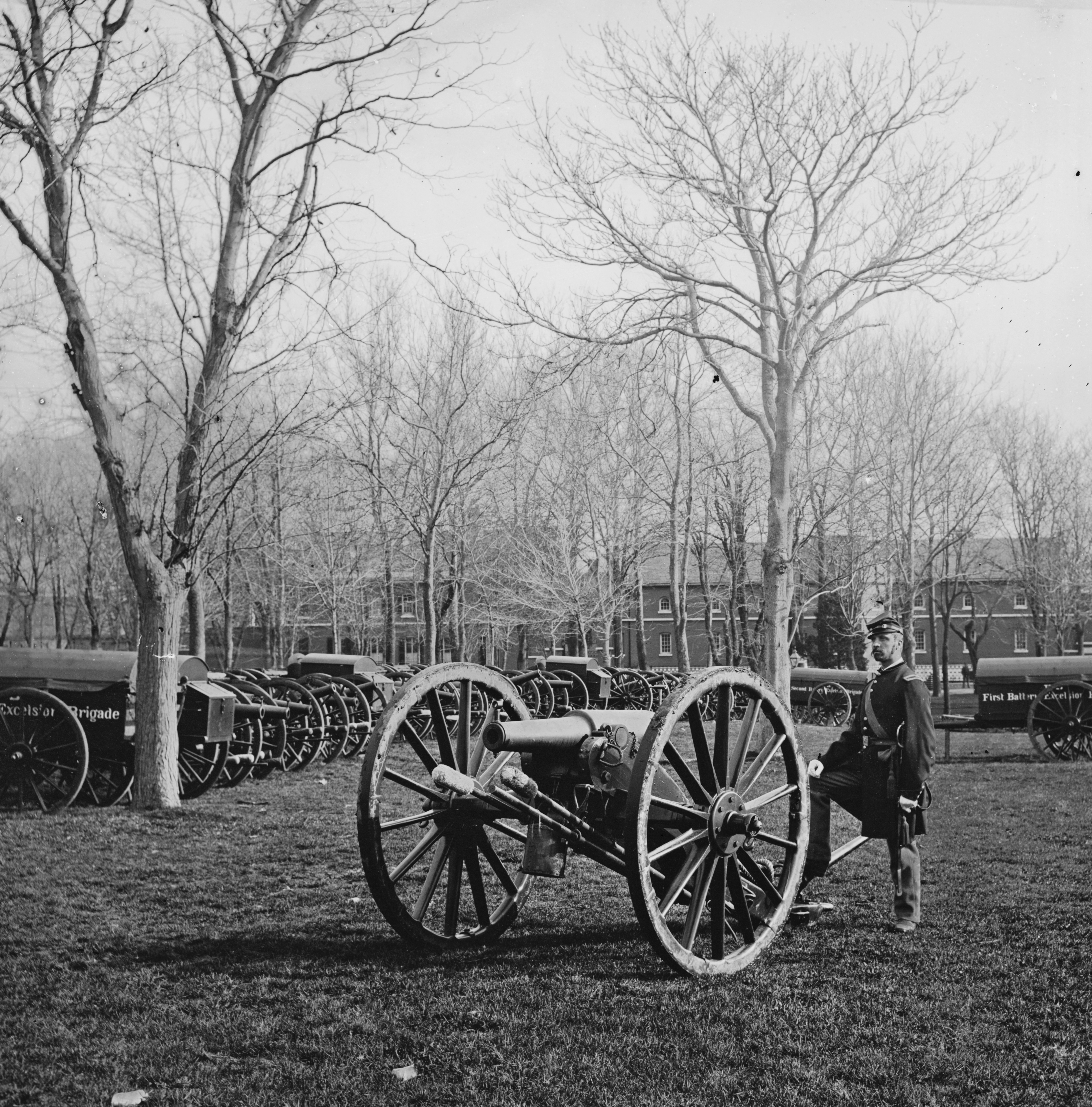
Солдат охорони арсеналу. Вашингтон, округ Колумбія. Метью Бреді. 1862

## Громадянська війна у фотографіях
Меттью Бреді зробив тисячі фотографій під час Громадянської війни в США. Вони дають багато інформації про події тих років. Національний архів США містить тисячі фотографій Бреді та його соратників, Олександра Гарднера, Джорджа Барнарда та Тімоті О'Саллівана. На фотографіях можна побачити Лінкольна, Гранта, а також простих солдатів у таборах і битвах. Брейді не мав змоги робити фотографії батальних сцен, оскільки фотографічне обладнання в ті часи було недосконалим.